# Chicorée de Catalogne
Cichorium intybus var. foliosum
Variété
Classification phylogénétique
La chicorée de Catalogne (puntarelle ou chicorée asperge, Cichorium intybus var. foliosum) est l'un des 3 sous-groupes de cultivars de chicorée à feuilles , cultivés pour leurs jeunes repousses d'hiver (hampes florales) groupées en une tête volumineuse, qui se mangent crues ou cuites et plus ou moins hautes.
Dans les Pouilles, on en distingue deux groupes, Molfetta et Galatina, et divers cultivars : Galatina précoce , pleine saison et tardive . Dans le Lazio, la Cicoria di catalogna frastagliata di Gaeta, aux longues pousses effilées , est cultivée  dans la province de Latina, à Formia et à Gaeta. Elle  bénéfice d'un label de qualité national : produit agroalimentaire traditionnel italien (PAT).

## Production
Il s'agit d'une plante bisannuelle  qui se cultive sous un climat méditerranéen frais mais pas froid et doit être protégée en cas de gel . Le cycle végétatif est de 4 à 5 mois, les semis se font en fin d'été, la récolte pendant les jours courts, optimale en janvier, février. Le repiquage à une distance de 35 cm entre chaque plante est favorable. Résistante aux ravageurs, seulement sensible aux maladies fongiques en cas d’excès d'humidité, elle ne nécessite pas de traitement phytopharmaceutique.
En Italie, sa production se concentre dans les régions du Latium et de Vénétie. Elle atteint une échelle de moyenne culture, les pousses sont commercialisées crues sous atmosphère protectrice, ou cuites en conserve, et sa consommation dépasse les frontières italiennes. Elle est considérée comme un légume d'hiver à bon potentiel de développement.

## Consommation
Les puntarelle se consomment en hiver ; c'est l'un des rares légumes verts lorsque les jours sont plus courts.

### Crue
Les jeunes pousses sont coupées en fines lanières, il existe des outils spécialement adaptés à cet usage. Elles sont ensuite mises à tremper une heure dans de l'eau froide pour atténuer leur amertume. Les "puntarelle alla romana", salade de puntarelle avec une sauce à l'ail, aux anchois, au vinaigre et à l'huile d'olive, constituent un plat typiquement romain, généralement servi en début d'année.

### Cuite
La recette la plus fréquente est celle des spaghetti con le puntarelle (les puntarelle sont poêlées avec des anchois ou des câpres avant d'être servies sur les spaghetti). On les prépare aussi en soupe (Zuppa di puntarelle), en risotto, en omelette (Omelette farcita di puntarelle), etc. La cuisson sous vide a été expérimentée avec succès.
Les puntarelle sont utilisées par les plus grands chefs. Pierre Gagnaire les sert avec du poisson (carpaccio de bar, beurre doux au ginseng et fruits de la passion, râpé d'artichaut poivrade et puntarelle) ; en Suisse, Dario Ranza cuisine des filets de sole avec une sauce liquide de pamplemousse, de puntarelle et de palourdes.